# Асен Асенов
Асен Асенов е български икономист и политик.
Известен е като изпълнителен директор на Агенция „Митници“ от 29 май 2002 до 28 май 2008 г., когато подава оставка заедно с двамата си заместници Александър Раков и Георги Григоров. Напускането на поста става в разгара на разследване от прокуратурата и мегаскандал в МВР за контрабандни канали за безакцизен алкохол, в който се смята, че е намесено неговото име. Назначен е от тогавашния министър на финансите Милен Велчев. На негово място министърът на финансите Пламен Орешарски назначава Христо Кулишев.